# Heteropoda nilgirina
Heteropoda nilgirina är en spindelart som beskrevs av Pocock 1901. Heteropoda nilgirina ingår i släktet Heteropoda och familjen jättekrabbspindlar. Inga underarter finns listade i Catalogue of Life.